# Korják nyelv
A korják nyelv a csukcs-kamcsatkai nyelvcsalád tagja, a csukcs nyelv közeli rokona. Főként a Kamcsatkai határterületen beszélik, a 2010-es népszámlálás szerint 1665 anyanyelvi beszélője van.
A beszélők a nimilan (нымылан), azaz a letelepedők, vagy a csavcsi (чавʼчы), azaz rénszarvasban gazdagok néven utalnak magukra.